# Kamen'-na-Obi
Huyện Kamen'-na-Obi (tiếng Nga: ? райо́н) là một huyện hành chính tự quản (raion), của Vùng Altai, Nga. Huyện có diện tích 12 km², dân số thời điểm ngày 1 tháng 1 năm 2000 là 16000 người. Trung tâm của huyện đóng ở Kamen'-na-Obi.